# TimeRide - Zeitreise in die Vergangenheit

## Einleitung
Unter dem Namen TimeRide Senseum und TimeRide Go! bietet das Unternehmen Besuchern touristische Attraktionen in Köln, Dresden, Berlin, Frankfurt am Main und Kloster Andechs an, bei denen u. a. mittels Virtual-Reality-Technik eine Zeitreise in die Vergangenheit unternommen werden kann. Besuchern werden so Eindrücke ausgewählter Epochen der jeweiligen Stadtgeschichte vermittelt. In Kooperation mit lokalen Unternehmen bestehen weitere TimeRide-Angebote in Münster (Westfalen) und Venedig.

## Unternehmen und Konzept
Die TimeRide GmbH wurde 2016 in München gegründet. Das Unternehmen entwickelt touristische Konzepte und betreibt lokalhistorische Attraktionen. In stationären Ladenlokalen werden jeweils in mehreren Stationen einzelne Episoden der Stadtgeschichte in Szene gesetzt, und dem Besucher wird mit modernen technischen Mitteln wie der Virtual Reality das Leben in dieser Zeit nähergebracht. Das Besondere an jeder Tour ist das Virtual-Reality-Erlebnis, bei dem die Besucher im originalgetreuen Nachbau eines historischen Gefährts Platz nehmen und das VR-Headset aufziehen. Die VR-Brillen ermöglichen einen 360-Grad-Rundumblick auf die historischen Szenerien. Das erste Ladenlokal wurde im September 2017 in Köln eröffnet. Darauf folgte 2018 der Standort Dresden. 2019 öffnete TimeRide in Berlin eine neue Zeitreise-Attraktionen. Im Sommer 2020 wurde TimeRide Frankfurt eröffnet. Am Kloster Andechs erfolgte 2023 die Eröffnung der TimeRide GO! Brauereiführung, und 2025 folgte das TimeRide Senseum Alte Apotheke Andechs.
Neben den stationären Formaten wurde mit TimeRide Go! ein mobiles Stadtführungsangebot entwickelt, das geführte Touren vor Ort mit mobilen VR-Elementen kombiniert. Die Teilnehmer begeben sich zu Fuß durch die Stadt und erleben an ausgewählten Stationen virtuelle Zeitreisen, indem sie mit mobilen VR-Brillen historische Szenen betrachten. Das Konzept wurde an allen Standorten etabliert.

## Standorte

### Köln

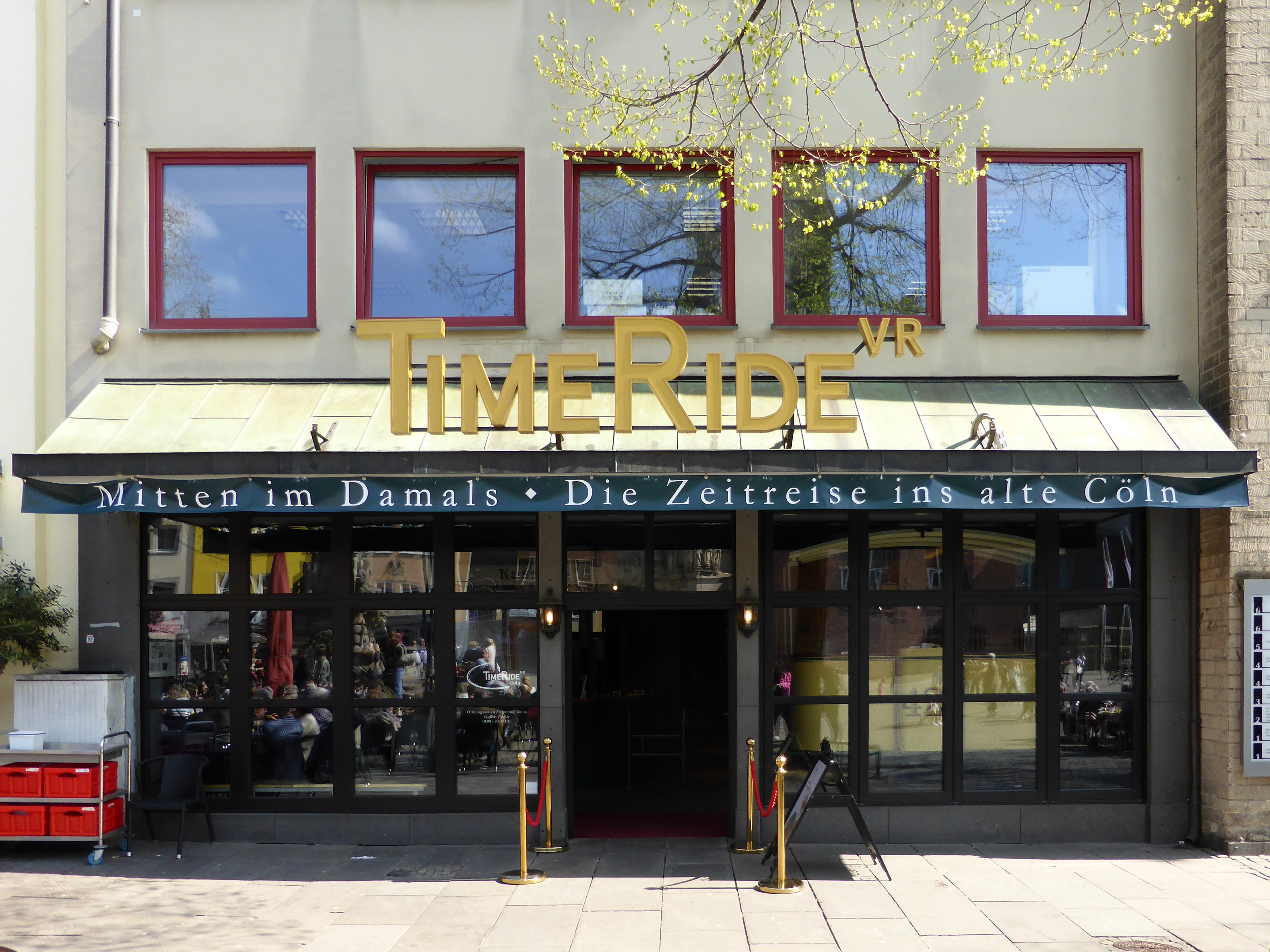
TimeRide Köln, Alter Markt 36–42, 50667 Köln

TimeRide Köln befindet sich in der Kölner Altstadt. Es bietet eine Kombination aus Museum, Kino und virtueller Straßenbahnrundfahrt im Zentrum von Köln, mitten in der Altstadt um 1926. Es wurde 2017 am Alter Markt 36–42 eröffnet. Bei TimeRide Köln durchlaufen die Besucher drei Stationen. Alle drei Einheiten vermitteln einen Eindruck vom Leben in Köln in den Goldenen 20ern mit Fokus auf den Kölner Karneval.
Zunächst betritt man ein stilechtes Lichtspielhaus. Hier läuft eine originale Wochenschau, wie sie damals in Kinos vor den Hauptfilmen gezeigt wurde. Die filmische Inszenierung zeigt Momentaufnahmen aus dem gesellschaftlichen Leben jener Zeit.
In der zweiten Station geht es weiter in den liebevoll eingerichteten Hutladen der Hutmacherin Tessa Riedschneider. Sie begleitet die Besucher:innen als charmante Erzählerin und Identifikationsfigur durch die Geschichte und gibt einen lebendigen Einblick in Mode, Handwerk und Alltag der Zwanziger.
In der dritten Station nehmen die Gäste in einer originalgetreuen Nachbildung einer Straßenbahn Platz. Mit Hilfe einer VR-Brille erlebt man eine beeindruckende 360°-Fahrt durch das historische Köln. Die Fahrt wird durch authentische Geräusche, Bewegung und Wind ergänzt und schafft ein immersives Gefühl, wirklich durch das Köln von 1926 zu reisen.
Die Szenen mit ca. 700 Gebäuden, 3000 animierten Figuren und 250 Autos wurden mit Hilfe von historischen Filmaufnahmen, Postkarten, Stadtplänen, Zeichnungen und Archivmaterialien rekonstruiert.
Ein Rundgang durch die Stationen dauert ca. 45 Minuten.

#### Virtuelle Stadtführung Köln
In Köln bietet TimeRide zwei Stadttouren an, die mithilfe von Virtual-Reality-Technologie unterschiedliche Kapitel der Stadtgeschichte auf immersive Weise zugänglich machen.
TimeRide G! Köln in 90min lädt zu einem rund 90-minütigen historischen Stadtrundgang ein, der auf sieben Stationen die Entwicklung der Rheinmetropole über fast zwei Jahrtausende hinweg nachzeichnet. Vom römischen Hafen über die Legenden der Spätantike und das mittelalterliche Domprojekt bis zur Kriegszerstörung und zum heutigen Karneval erleben Besucher die Geschichte Kölns hautnah – dank beeindruckender VR-Szenen an originalen Schauplätzen.
TimeRide G! Kölner Dom 360 rückt das Wahrzeichen der Stadt in den Mittelpunkt und bietet eine etwa 60-minütige Tour rund um den Dom. Aus wechselnden Perspektiven erleben Gäste an sechs Stationen zentrale Etappen der Dombaugeschichte: von der mittelalterlichen Vision über den Baustopp in der Renaissance bis zur Fertigstellung im 19. Jahrhundert und den Schäden des Zweiten Weltkriegs. Die Tour vermittelt eindrucksvoll, wie der Dom zum Symbol für Kontinuität und Identität in Köln wurde.

#### Dino VR
Mit Dino VR taucht man in eine lang zurückliegende Zeit ein. Die im Kölner Zoo angebotene Tour zeigt eine Epoche vor den ersten Menschen, von frisch geschlüpften Jungtieren über fliegende Pterosaurier bis hin zu mächtigen Mosasauriern unter Wasser. Mit einem atemberaubenden Finalen erzählt Frank Schätzing die ganz Geschichte emotional und mitreißend.

### Dresden
In Dresden eröffnete 2018 ein weiteres TimeRide. Das TimeRide Dresden befindet sich nahe des Zwingers am Taschenberg 3. Hier werden die Besucher:innen Teil der barocken Zeit des Königs Friedrich August II., der im frühen 18. Jahrhundert seine Hochzeit mit Maria Josepha im Zwinger feierte.
Zunächst begrüßt der Zeremonienmeister die Besucher im Spiegelsaal und berichtet über das Adelsgeschlecht der Wettiner. Dies wird durch Animation und barocker Musik untermalt.
Die zweite Station zeigt den Kontrast zwischen der höfischen Welt und dem Leben in der Vorstadt. Auf der Gauklerbühne wird ein Papiertheater durch Animationen präsentiert. Die Darstellung erfolgt durch eine Narrenfigur, die mit satirischen Kommentaren aus Sicht des einfachen Volkes das Geschehen am Hof wiedergibt.
Der Höhepunkt der Experience ist eine Virtual-Reality-Fahrt in einer nachgebauten, goldenen Kutsche. Die Besucher reisen ins Jahr 1719 und durchqueren die Wilsdruffer Vorstadt bis zum Dresdner Zwinger. Auf dem Weg erleben sie Armut, Handwerk, Anekdoten und schließlich das prunkvolle Merkurfest, inklusive Begegnung mit August dem Starken und einem Feuerwerk über der Stadt.
Ein Rundgang durch die Stationen dauert ca. 45 Minuten.

#### Virtuelle-Stadtführung Dresden
TIMERIDE Go! Dresden ist eine immersive Stadtführung mit einer Dauer von 90 Minuten, die Besucher mithilfe von Virtual Reality auf eine eindrucksvolle Zeitreise durch 400 Jahre Dresdner Geschichte mitnimmt. Auf einer rund 2,5 Kilometer langen Strecke mit neun Stationen werden prägende Epochen vom Barock unter August dem Starken über die Zerstörung im Zweiten Weltkrieg bis zur Wiedervereinigung erfahrbar. Die Tour verbindet historische Fakten mit emotionalen Bildern und vermittelt ein facettenreiches Bild der sächsischen Landeshauptstadt.

### Berlin
TimeRide Berlin hat im August 2019 eröffnet und veranschaulicht das Lebensgefühl der geteilten Stadt zur Mitte der 1980er Jahre in einem nachgebauten Linienbus aus dieser Zeit.
Gleich zu Beginn wird dem Besucher ein buchstäblicher Blick durch die Mauer ermöglicht: In der stilisierten Nachbildung eines Mauerabschnitts sind Bildschirme eingelassen, die Kurzfilme mit historischen Sequenzen aus dem geteilten Berlin zeigen. Die großen Unterschiede zwischen Ost-Berlin und West-Berlin werden anschließend mit einer biografiegeschichtlichen Perspektive verdeutlicht.
Persönliche Lebensgeschichten einzelner Figuren, die anhand von großen Reisepässen in den Vordergrund gerückt werden, lassen den Besucher an der damaligen Situation teilhaben und verdeutlichen die verschiedenen Schicksale einzelner Menschen. Mit einer der Figuren treten die Gäste die darauffolgende virtuelle Reise durch das Berlin der 1980er Jahre an. Ein Maurer und eine Architektin aus der DDR sowie ein Grenzgänger aus dem Westen vermitteln hierbei als Erzähler ihre ganz persönliche Perspektive auf Berlin.
Dank der Virtual Reality-Technologie erleben die Zeitreisenden eine Personenkontrolle am Checkpoint Charlie, fahren über die Leipziger Straße und sehen den Palast der Republik.

### Frankfurt am Main
TimeRide Frankfurt, im Juni 2020 eröffnet, entführt virtuell in das Jahr 1891. An der Seite des fiktiven Geschäftsmanns Theodor Riedel werden die Gäste Teil der Geschichte Frankfurts. Schon in der damaligen Zeit florierte das Leben in der Handelsstadt und Mainmetropole.
Zunächst lädt der Kolonialwarenladen dazu ein, mit allen Sinnen in die Ausstellung einzutauchen. Theodor Riedel berichtet von seiner Kindheit und es wird gezeigt, dass Frankfurt bereits damals schon international vernetzt war.
Anschließend betreten die Gäste ein Studierzimmer mit magischen Büchern, in denen ein Animationsfilm Einblick in das Leben und Denken einer Frankfurter Bürgerfamilie bietet und zentrale Entwicklungen der Stadtgeschichte erklärt.
Höhepunkt ist die immersive, virtuelle Kutschfahrt. Die Besucher nehmen in einer echten Kutsche Platz und begeben sich mit VR-Brille auf eine 360°-virtuelle Tour. Auf diesem Weg bekommen die Besucher Einblick in die Mainmetropole vor der Zerstörung im Zweiten Weltkrieg.
Ein Rundgang durch die Stationen dauert ca. 40 Minuten.

#### Virtuelle-Stadtführung Frankfurt
TIMERIDE Go! Frankfurt ist eine rund 45-minütige Stadtführung, die mithilfe von Virtual-Reality-Technologie zentrale Kapitel der deutschen Geschichte erlebbar macht – mit besonderem Fokus auf die Rolle Frankfurts in der Entwicklung der Demokratie. Auf einem kompakten Rundgang mit fünf Stationen stehen die Paulskirche und die Ereignisse rund um die Nationalversammlung von 1848 im Mittelpunkt. Besucher tauchen direkt in historische Szenen ein, von den ersten römischen Siedlungen bis hin zum emotionalen Moment des Mauerfalls.

### Kloster Andechs

#### Brauereiführung
Die Eröffnung des Standorts startete 2023 mit TimeRide GO! Brauereiführung. Die Tour mit Virtual Reality (VR) und Bierprobe zeigt auf ganz besondere Art den Prozess des Bierbrauens.
Die Brauereitour beinhaltet zuallererst sechs VR-Stationen, welche durch das Gelände der Klosterbrauerei Andechs führen. Den Besucher:innen werden Einblicke in die Geschichte des Klosters, die Ursprünge der Brautradition sowie den modernen Brauprozess von der Sudhaus-Ebene bis hin zur automatisierten Abfüllung vermittelt. In den fünf Stationen, begleitet von einem Tourguide, wird die Entwicklung der Braukunst vom Mittelalter bis zur Gegenwart durch VR-Technik erlebbar gemacht.
In der letzten Station können die Besucher:innen an einer exklusiven Bierprobe teilnehmen. Mit den zuvor gewonnenen Fakten rund um das Bier können sie dieses nun mit allen Sinnen fachmännisch begutachten. Das Erlebnis wird mit vier verschiedenen Bieren abgerundet und lädt dazu ein, die geschmackliche Bandbreite der Andechser Brauerei selbst zu erleben.
Ein Rundgang durch die Stationen dauert ca. 45 Minuten.

#### Alte Apotheke Andechs
Am Kloster Andechs eröffnete 2025 das TimeRide Alte Apotheke Andechs. Die Zeitreise gibt Besucher:innen Einblick in die Welt der Klostermedizin, Heilkunst und pharmazeutischen Praktiken des 18. Jahrhunderts. Erzählerisch begleitet vom letzten Apothekenmönch Heinrich Breitenacher.
Zunächst erhalten die Besucher:innen vom Apothekenmönch über Audioguide erste Hintergründe zur Geschichte der Klosterapotheke.
In der zweiten Station werden die Gäste in das Laboratorium geführt. Dort erlangen sie tiefere Einblick in die Geschichte der Medizin, des Apothekenwesens und den Zusammenhang mit der Religion. All dies wird per Audioguide und animierte Bücher wiedergegeben.
In einem Nachbau einer Apotheke, dem „Offizin“, führt Breitenacher die Gäste in das Herzstück des Rundgangs. Durch die detailverliebte Einrichtung, den historischen Utensilien und zahlreichen Zutaten wird die Erzählung des Mönchs durch visuelle und haptische Gegebenheiten untermalt.
An der letzten Station reisen die Besucher:innen mit einer VR-Brille in die letzten Jahrhunderte und erleben hautnah, wie Krankheiten, Gebrechen und die Suche nach Heilung den Alltag der Menschen bestimmten.
Ein Rundgang durch die Stationen dauert ca. 45 Minuten.

## Auszeichnungen
Die TimeRide GmbH gewann im Jahr 2018 den 2. Preis des Deutschen Tourismuspreises. Im selben Jahr wurde TimeRide auch mit dem Bayerischen Gründerpreis in der Kategorie „Konzept“ und dem Münchner Gründerpreis in der Kategorie „StartUp“ ausgezeichnet. 2019 verlieh der Kölner Verkehrsverein (KVV) TimeRide GmbH den Mercurius Preis. Im September 2021 folgte der Innovations-Award des Verbands deutscher Freizeitparks und Freizeitunternehmen (VDFU) und mit TimeRide Go! gewann das Unternehmen 2022 den Urbanana-Award. Im Jahr wurde die TimeRide GmbH Preisträger der Goldenen BierIdee zusammen mit der Klosterbrauerei Andechs.